# Fabio Ceresa
Fabio Ceresa (Rivolta d'Adda, 21 agosto 1981) è un regista teatrale e librettista italiano.
Dal 2008 al 2014 è stato aiuto regista per il Teatro alla Scala di Milano. Ha collaborato con Luca Ronconi, Deborah Warner, Peter Stein, Patrice Chéreau, Eimuntas Nekrosius, Richard Jones, Dmitrij Černjakov.
Ha partecipato al riallestimento di produzioni storiche firmate da Giorgio Strehler, Franco Zeffirelli e Jean-Pierre Ponnelle.

## Produzioni
- L’Orfeo, immagini di una lontananza, di Luigi Rossi / Daniela Terranova, 2012, Festival della Valle d'Itria.
- Giovanna d’Arco, di Giuseppe Verdi, 2013, Festival della Valle d'Itria.
- Tosca, di Giacomo Puccini, 2014, Teatro Coccia di Novara.
- Madama Butterfly, di Giacomo Puccini, 2014 Teatro Comunale di Firenze.
- I Puritani, di Vincenzo Bellini, 2015, Opera di Firenze[2].
- Madama Butterfly, di Giacomo Puccini, 2015, Teatro Petruzzelli di Bari[3].
- I Puritani, di Vincenzo Bellini, 2015, Teatro Regio di Torino[4].
- Madama Butterfly, di Giacomo Puccini, 2015 - 2017, Opera di Firenze[5].
- Guglielmo Ratcliff, di Pietro Mascagni, 2015, Wexford Festival Opera[6].
- Orlando Finto Pazzo, di Antonio Vivaldi, 2016, Korea National Opera[7].
- Rigoletto, di Giuseppe Verdi, 2016, Theater Kiel[8].
- Maria de Rudenz, di Gaetano Donizetti, 2016, Wexford Festival Opera[9].
- Orlando Furioso, di Antonio Vivaldi, 2017, Festival della Valle d'Itria[10] - Teatro la Fenice di Venezia[11].
- Guillaume Tell, di Gioachino Rossini, 2017, Theater Kiel[12].
- La clemenza di Tito, di Wolfgang Amadeus Mozart, 2018, Opéra de Lausanne[13] - Opera de Oviedo[14].
- Un ballo in maschera, di Giuseppe Verdi, 2018, Hungarian State Opera di Budapest[15].
- Cavalleria Rusticana / Pagliacci, di Pietro Mascagni - Ruggiero Leoncavallo, 2018, Theater Kiel.
- La Traviata, di Giuseppe Verdi, 2019, Palm Beach Opera.

## Libretti
- Re Tuono, di Daniela Terranova, 2010 (Suvini Zerboni).
- Mannaggia a Bubbà!, di Daniela Terranova, 2011 (Suvini Zerboni).
- L’Orfeo, immagini di una lontananza, di Luigi Rossi / Daniela Terranova, 2012, Festival della Valle d’Itria (Suvini Zerboni).
- Le Falene, di Daniela Terranova, 2013, Festival della Valle d’Itria (Suvini Zerboni).
- Il vascello Incantato, di Marco Taralli, 2007, Teatro Carlo Felice di Genova; 2013, Teatro Comunale di Bologna (Sonzogno).
- Marco Polo, di Daniele Zanettovich, 2013, Croatian National Theatre, Rijeka (Edizioni Musicali Pizzicato)[16].
- La Ciociara, di Marco Tutino, 2015, Opera di San Francisco (Sonzogno)[17].
- Miseria e Nobiltà, di Marco Tutino, 2018, Teatro Carlo Felice di Genova (Ricordi)[18].
- Il Berretto a sonagli, di Marco Tutino, 1-3-2024, Teatro Massimo Bellini di Catania (Ricordi).

## Premi e riconoscimenti
- International Opera Award 2016: Best Young Director